# Perognathus longimembris
Perognathus longimembris (Coues, 1875), noto in inglese con il nome comune di little pocket mouse ("topo dalle tasche minore"), è una specie di roditore della famiglia degli Eteromiidi.
È presente negli Stati Uniti sud-occidentali e negli stati del Messico che si affacciano sul Golfo di California.

## Comportamento
È un animale notturno, con un'attività più intensa nelle prime due ore dopo il tramonto e poi sporadica per il resto della notte. È attivo tra aprile e novembre, mentre entra in letargo durante l'inverno. Il picco nella popolazione è raggiunto tra giugno e luglio.
Si ciba di semi, piante e piccoli invertebrati, che trasporta nella tana custodendoli nelle guance.

## Distribuzione e habitat
Il topo dalle tasche minore è un roditore terricolo che vive in aree aride e semiaride erbose.
Il topo dalle tasche minore è diffuso in California, Nevada, Arizona, Utah e nelle regioni meridionali dell'Oregon e dell'Idaho, negli Stati Uniti, e nella penisola di Bassa California e in alcune aree costiere dello stato di Sonora, in Messico.
Il suo stato di conservazione non desta pericolo.

## Cavia in esperimenti scientifici
Poiché il topo dalle tasche minore è facile da mantenere in isolamento in quanto non richiede acqua potabile per alcuni giorni, ha una buona resistenza agli stress ambientali ed è una specie ben studiata, è stato utilizzato come cavia in alcuni esperimenti nello spazio. Cinque esemplari furono trasportati nello spazio nella missione Apollo 17 nel dicembre del 1972 per valutare gli effetti dei raggi cosmici sul cervello e sulla retina dei mammiferi.
Altri sei esemplari furono impiegati in un secondo esperimento a bordo dello Skylab 3 nel 1973, volto a valutare gli effetti della microgravità. Tuttavia, morirono dopo 30 ore dal lancio, a causa di un guasto al sistema elettrico.